# Star Wars: Flight of the Falcon
Star Wars: Flight of the Falcon es un videojuegos de disparos en primera persona desarrollado por la compañía británica Pocket Studios y publicado por THQ para Game Boy Advance en 2003. Basado en el eventos de la trilogía de películas original Star Wars, el juego permite al jugador pilotar varias naves espaciales en las batallas contra el antagonista Imperio Galáctico. La historia sigue a los pilotos de la nave espacial Millennium Falcon, Han Solo y su Wookiee copiloto Chewbacca, mientras ayudan a salvar la galaxia de las fuerzas del Imperio.
Flight of the Falcon es un 3D juego de disparos y fue desarrollado por Pocket Studios. El juego fue anunciado por primera vez el 23 de junio de 2003 por THQ. Originalmente estaba previsto que se estrenara ese verano, pero la fecha se retrasó hasta el 21 de noviembre de 2003. "El vuelo del halcón" ha recibido críticas en su mayoría negativas. Ha sido criticado por sus gráficos y jugabilidad retrasados, y por sus niveles excesivamente largos, que hacían que el juego fuera repetitivo. Los elogios se centraron en los sonidos y la música del juego, y en los fondos detallados de los niveles.

## Jugabilidad y trama
Star Wars: Flight of the Falcon es un juego de disparos aéreos en 3D. Está ambientada en la misma época que la trilogía cinematográfica original de Star Wars, cuando el antagónico Imperio Galáctico ha tomado el control de la galaxia. La historia sigue a los pilotos de la nave espacial Millennium Falcon, el contrabandista Han Solo y su copiloto wookiee Chewbacca. Mientras luchan por pagar una deuda con Jabba the Hutt, soldados del Imperio Galáctico abordan su nave. Han Solo y Chewbacca luchan contra ellos y, después de un encuentro con Obi-Wan Kenobi y Luke Skywalker, parten volando para ayudar a salvar la galaxia del Imperio.
En el juego, el jugador puede pilotar varias naves espaciales, incluido el Halcón Milenario, para ayudar a la Alianza Rebelde a derrotar a las fuerzas del Imperio Galáctico. Otras naves espaciales que se pueden pilotar en el juego incluyen una bicicleta deslizadora de la película El regreso del Jedi, un X-wing y un deslizador terrestre. Se utilizan en batallas a corta distancia o en acciones de vuelo a alta velocidad. El veloz deslizador terrestre, por ejemplo, se utiliza en un nivel en el que el jugador tiene que terminar una carrera antes de que se acabe el tiempo. Las armas y los escudos protectores de las naves espaciales se pueden mejorar.
Flight of the Falcon presenta 14 misiones basadas en las historias de las películas de Star Wars. La trama del juego, sin embargo, presenta giros nunca antes vistos, como varias batallas nuevas con fuerzas enemigas. Las ubicaciones de las batallas incluyen campos de asteroides, cañones y los cielos de lugares como como el planeta Yavin y la luna Endor. El jugador tiene que enfrentarse a naves enemigas como los cazas TIE , Star Destroyers y la nave Slave 1 de Boba Fett. Las Estrella de la Muerte de Star Wars: A New Hope y Return of the Jedi también son atacados por el jugador. Flight of the Falcon no viene con una función de guardado. En cambio, los jugadores son recompensados con contraseñas en el juego que pueden ingresar si se reinicia la consola para que puedan continuar donde lo dejaron anteriormente.

## Desarrollo
En 2000, los dos editores de videojuegos LucasArts y THQ anunciaron que habían llegado a un acuerdo que permite a THQ convertir las licencias de LucasArts en juegos para las consolas Game Boy. Star Wars: Flight of the Falcon, un juego de Game Boy Advance, fue anunciado por primera vez el 23 de junio de 2003 por THQ. El comunicado de prensa lo describió como un juego en el que los jugadores Pilota "el vehículo más popular del universo clásico de Star Wars", el Halcón Milenario, "en 14 misiones llenas de combate que entrelazan las historias de la película con todos los nuevos giros de la trama". En su anuncio, THQ dijo que el lanzamiento del juego estaba previsto para el verano de 2003. En julio, la compañía anunció que la fecha de lanzamiento se había retrasado hasta septiembre de 2003. Sin embargo, el juego no se lanzó hasta el 21 de noviembre de 2003.
Tiffany Ternan, vicepresidenta senior de ventas y distribución en Norteamérica de THQ, dijo que estaban "extremadamente complacidos de publicar el último videojuego de Star Wars para Game Boy Advance. El amplio atractivo de la franquicia Star Wars lo convierte en una gran incorporación a nuestra cartera líder de juegos portátiles". Liz Allen, directora de marketing de LucasArts, añadió que Flight of the Falcon "ofrecerá una vez más Game Boy Advance Los jugadores tienen la oportunidad de experimentar todo el drama y la emoción del universo de Star Wars. LucasArts está feliz de trabajar con THQ para llevar este nuevo y atractivo título a los fanáticos de los juegos de Star Wars en todas partes". Flight of the Falcon fue desarrollado por Pocket Studios. Las primeras capturas de pantalla del juego fueron publicadas por el sitio web de videojuegos IGN el 28 de agosto de 2003.

## Recepción
Flight of the Falcon ha recibido críticas negativas; GameRankings le dio una puntuación de 41,43%, mientras que Metacritic le dio 39 sobre 100.
Craig Harris de IGN criticó los gráficos y la jugabilidad del juego. Afirmó que a pesar de su potente motor 3D, el juego no podía "manejar lo que los diseñadores de niveles querían lograr en el juego". Harris señaló que a medida que las misiones se volvían más complejas, el motor luchaba por "seguir el ritmo de la acción". El editor de Game Informer, Andrew Reiner, llegó incluso a decir que "la velocidad de cuadros avanza hasta un punto en el que muchas de las etapas deberían clasificarse como injugables". Steve Polak de The Australian se sumó a la crítica diciendo que "a pesar de una mezcla heterogénea de entornos y naves para volar, el motor 3D del juego no está funcionando la tarea y el juego se vuelven aún menos agradables debido a los controles incómodos y un sistema de puntería lamentable".
Las críticas de Harris al juego incluyen el "control frustrante, la animación entrecortada y los niveles que duran demasiado". Sintió que los niveles necesitaban más variedad y afirmó que "las misiones son terriblemente demasiado largos y presentan muy pocos cambios en el juego, independientemente de la configuración y el arte a controlar." Eduardo Zacarias de GameZone también dijo que el juego tenía controles deficientes y, al igual que Harris, criticó " el hecho de que los niveles parecen prolongarse eternamente". Sintió que había "algunas cosas que evitan que el juego sea un simple juego de disparos en el espacio exterior, como la capacidad de recorrer los bosques de Endor en una moto deslizadora", pero agregó que "estas son sólo distracciones menores que simplemente Oculta el hecho de que este juego es demasiado repetitivo." Zacarias disfrutó de la cantidad de detalles en el fondo de lugares como los bosques de Endor, pero criticó los gráficos de los vehículos por parecer malas imitaciones.  Nintendo Power le dio a "Flight of the Falcon" una puntuación de 2,3 sobre 5, haciéndose eco de las críticas de Harris y Zacarias sobre la longitud de los niveles. La revista afirmó, sin embargo, que el juego tiene "un estilo inconfundible de Star Wars".
Los sonidos y la música fueron las únicas partes del juego que fueron elogiadas por Harris, quien los describió como "realmente bastante buenos" (aparte de la interpretación de la principal Star Wars theme). Zacarías también se mostró positivo con respecto al sonido y comentó que "The Imperial March" suena "genial y escucharlo a través de los pequeños parlantes del GBA es sorprendentemente bueno [...] Los sonidos de los Tie Fighters y las motos deslizadoras suenan directamente de la película y escuchar las explosiones y los disparos de láser nos traslada al universo de Star Wars." Al igual que Harris, Zacarias también criticó la interpretación que hace el juego del tema principal de Star Wars, afirmando que no se parece en nada al original.